# Спартак (футбольный клуб, Суботица)
«Спартак» (серб. ФК Спартак Суботица) — сербский профессиональный футбольный клуб из города Суботица, в Северно-Бачском округе автономного края Воеводина. Основан 21 апреля 1945 года. Домашние матчи проводит на «Городском стадионе», вмещающем 13 000 зрителей. «Спартак» был назван в честь героя-партизана Йована Микича по прозвищу «Спартак», убитого в 1944 году. Очень долго не играл. Лучший бомбардир Миич Предраг. 
До конца сезона 2007/08 коллектив официально именовался «Спартак» (Суботица), но затем был объединён с клубом «Златибор Вода», завоевавшим тогда путёвку в Первую лигу. Таким образом было утверждено название «Спартак-Златибор Вода». В июне 2013 года приставка «Златибор Вода» была убрана, и восстановилось историческое название «Спартак».

## История
«Спартак» является наиболее успешным клубом северной Воеводины. Футболисты участвовали в первом послевоенном розыгрыше чемпионата СФРЮ, и с тех пор ни разу не опускались ниже второго дивизиона. Главным достижением спартаковцев считается выход в финал кубка Югославии сезона 1993/94, в котором они крупно уступили «Партизану» (1:6).
После расформирования клуба «ЖАК», существовавшего до Второй мировой, некоторые его игроки, не желая присоединятся к новосозданным «Граджански» и «Раднички», основали «Спартак». Многие футболисты из Суботицы в дальнейшем сумели продолжить карьеру в сильных клубах Югославии и зарубежья. Среди них есть представители сборной страны.
С июня 2023 года	по ноябрь 2023 года тренером команды был Александр Кержаков. В первом официальном матче под руководством Кержакова 29 июля команда обыграла ИМТ 2:1. 13 ноября Кержаков и клуб расторгли контракт. На тот момент клуб находился на 11-м месте в турнирной таблице и за период работы Кержакова одержал 5 побед, однажды сыграл в ничью и проиграл 9 матчей.

## Выступления в еврокубках
| Сезон   | Турнир        | Раунд | Соперник      | 1 матч | 2 матч | Итог  |
| ------- | ------------- | ----- | ------------- | ------ | ------ | ----- |
| 1987    | Кубок Митропы | 1/2   | Асколи        | 1 : 2  |        |       |
|         |               | 3-е   | Вашаш         | 0 : 2  |        |       |
| 2010/11 | Лига Европы   | 2 кв  | Дифферданж 03 | 3 : 3  | 2 : 0  | 5 : 3 |
|         |               | 3 кв  | Днепр         | 2 : 1  | 0 : 2  | 2 : 3 |
| 2018/19 | Лига Европы   | 1 кв  | Колрейн       | 1 : 1  | 2 : 0  | 3 : 1 |
|         |               | 2 кв  | Спарта Прага  | 2 : 0  | 1 : 2  | 3 : 2 |
|         |               | 3 кв  | Брондбю       | 0 : 2  | 1 : 2  | 1 : 4 |

- Домашние игры выделены жирным шрифтом

## Достижения
- Кубок Югославии
  - Финалист (2): 1961/62 , 1993/94
- Вторая лига Югославии
  - Победитель (4): 1952, 1971/72, 1985/86, 1987/88

## Текущий состав
на 12 августа 2021
| Номер | Игрок              | Страна                    | Позиция      |
| ?     | Филип Дуймович     | Флаг Боснии и Герцеговины | Вратарь      |
| 1     | Мишо Дублянич      | Флаг Черногории           | Вратарь      |
| 41    | Джордже Вуканич    | Флаг Сербии               | Вратарь      |
| ?     | Андрей Сорокин     | Флаг России               | Вратарь      |
| 5     | Михайло Иванчевич  | Флаг Сербии               | Защитник     |
| ?     | Александар Бьелица | Флаг Сербии               | Защитник     |
| 37    | Сладжан Ракич      | Флаг Сербии               | Защитник     |
| ?     | Михайло Богичевич  | Флаг Швейцарии            | Защитник     |
| 15    | Неманья Бранкович  | Флаг Сербии               | Защитник     |
| 17    | Вук Богданович     | Флаг Сербии               | Защитник     |
| ?     | Давид Стоянович    | Флаг Сербии               | Защитник     |
| ?     | Лука Янчич         | Флаг Сербии               | Защитник     |
| 10    | Штефан Милошевич   | Флаг Сербии               | Защитник     |
| 33    | Александар Видович | Флаг Сербии               | Защитник     |
| 2     | Филип Йович        | Флаг Сербии               | Защитник     |
| 34    | Илия Миодрагович   | Флаг Сербии               | Защитник     |
| 18    | Давид Дунджерски   | Флаг Сербии               | Защитник     |
| 20    | Милан Йеждимирович | Флаг Сербии               | Защитник     |
| 31    | Милан Марчич       | Флаг Сербии               | Полузащитник |
| 3     | Нобору Шимура      | Флаг Японии               | Полузащитник |
| 14    | Владан Видакович   | Флаг Сербии               | Полузащитник |
| 80    | Якса Йевремович    | Флаг Сербии               | Полузащитник |
| 6     | Алекса Джурашович  | Флаг Сербии               | Полузащитник |
| 38    | Андрия Райович     | Флаг Черногории           | Полузащитник |
| 29    | Лазар Туфегджич    | Флаг Сербии               | Полузащитник |
| 25    | Срджан Шчепанович  | Флаг Сербии               | Полузащитник |
| 11    | Андрей Тодоровски  | Флаг Северной Македонии   | Полузащитник |
| 23    | Миле Савкович      | Флаг Сербии               | Полузащитник |
| ?     | Страхиня Йованович | Флаг Сербии               | Нападающий   |
| 7     | Никола Сречкович   | Флаг Сербии               | Нападающий   |
| 77    | Лука Биелович      | Флаг Сербии               | Нападающий   |
| 22    | Никола Фуртула     | Флаг Сербии               | Нападающий   |
| 9     | Штефан Шормаж      | Флаг Сербии               | Нападающий   |
| 21    | Срджан Хрстич      | Флаг Сербии               | Нападающий   |